# Привременен закон за народните горски чети от 1867-о лято
„Привременен закон за народните горски чети от 1867-о лято“ е последният програмен документ на Георги Раковски, издаден на 1 януари 1867 г.
„Привременният закон“ отразява опита и мъдростта на големия идеолог, политик и стратег на българската националната революция. Георги Раковски предвижда да се създаде национална четническа армия, начело на която да застане Върховно народно българско тайно гражданско началство като суверенен орган на националното движение, неангажирано с чужди сили и правителства. Самата армия щяла да се изгради от предварително обучени на територията на Румъния и Сърбия чети и по даден от Върховното началство сигнал те да се прехвърлят в България и да предприемат координирани действия срещу турските власти. Революционното движение, според закона, не се поставя вече в зависимост от случайни обстоятелства, то разчита на организираната въоръжена народна сила. Четите, ръководени практически от един главен войвода и политически от Върховното началство, няма да бъдат оръдия на никоя чужда политика. По същество „Привременният закон“ е най-завършената обосновка на четничеството е българското националноосвободително движение.
| „ | 10. Която друга чета българи би се появила в Стара планина, ако тя не покаже знака и лозинката, която ще се раздаде на народните горски чети от Главного войвода и ако тя друга чета не приемне да се подложи под настоящий закон, всяка от народните горски чети е длъжна да я удари и разбие; а турските чети въобще се удрят и разбиват до изтребление. | “ |